# 1063年
| 千纪： | 2千纪 |
| 世纪： | 10世纪 \| 11世纪 \| 12世纪                                                                                 |
| 年代： | 1030年代 \| 1040年代 \| 1050年代 \| 1060年代 \| 1070年代 \| 1080年代 \| 1090年代                           |
| 年份： | 1058年 \| 1059年 \| 1060年 \| 1061年 \| 1062年 \| 1063年 \| 1064年 \| 1065年 \| 1066年 \| 1067年 \| 1068年 |
| 纪年： | 癸卯年（兔年）；契丹清宁九年；北宋嘉祐八年；西夏拱化元年；大理正德二年；越南彰聖嘉慶五年；日本康平六年     |

## 大事记
- 5月1日——宋英宗繼位。
- 遼國耶律重元發動灤河之亂，平定後耶律乙辛被任命為北院樞密使，進封魏王，從此權傾朝野十餘年。
- 塞爾柱帝國創建者圖赫里勒·貝格過世，由於膝下無子嗣，圖赫里勒的堂弟庫塔爾米什與侄子阿爾普·阿爾斯蘭爆發了達姆甘之戰，在庫塔爾米什意外死亡後，阿爾斯蘭勝出並繼任為塞爾柱帝國第二任蘇丹。

## 逝世
- 4月30日——宋仁宗趙禎。
- 耶律重元，遼聖宗次子，遼道宗皇太叔，因謀反失敗而出走自殺。
- 9月4日——圖赫里勒·貝格，塞爾柱帝國創建者。